# Alóctone
Alóctone é um termo composto originário do grego: allos (outros) + khton (terra). Significa aquilo que não tem suas origens no lugar onde existe.
Em lingüística, por exemplo, um idioma que não emergiu ou não é natural de um certo país mas que surgiu como resultado de um histórico de imigração pode ser e freqüentemente é classificado como um idioma alóctone, ou seja,  uma língua de imigração ou de herança familiar ou de legado cultural. Por exemplo, o português, o (idioma nacional do Brasil); e também o Hunsrückisch e o Talian, ambas (línguas minoritárias) do Brasil meridional resultantes da imigração e colonização da região. 
Por outro lado, um idioma classificado como indígena, nativo, ou aborígene, isto é, originário na terra, como por exemplo a língua caingangue, ou a língua guarani, faladas no sul do Brasil, invariavelmente são  classificadas como falares autóctones do país. 
No entanto, o termo alóctone não é utilizado somente em lingüística mas também em geologia,, meio ambiente  ecologia, etc.